# Ралево
Ра́лево (болг. Ралево) — село в Плевенській області Болгарії. Входить до складу общини Плевен.

## Населення
За даними перепису населення 2011 року у селі проживали 242 особи.
Національний склад населення села:
| Національність   | Кількість осіб | Відсоток |
| ---------------- | -------------- | -------- |
| болгари          | 194            | 80,2%    |
| цигани           | 48             | 19,8%    |
| турки            | 0              | 0%       |
| інша             | 0              | 0%       |
| не визначились   | 0              | 0%       |
| Всього відповіли | 242            |          |

Розподіл населення за віком у 2011 році:
Динаміка населення: